# Стерлитамакский уезд
Стерлитама́кский уе́зд (баш. Стәрлетамаҡ өйәҙе) административно-территориальная единица в составе Уфимского наместничества, Оренбургской и Уфимской губерний Российской империи и РСФСР, существовавшая в 1781—1920 годах. Уездный город — Стерлитамак.

## География
Стерлитамакский уезд занимал 18 692 квадратных вёрст. Площадь уезда можно разделить на две почти равные части. Восточная часть лежит по правой стороне реки Белой и покрыта отрогами Уренгайского хребта, западная — по левой стороне реки Белой, прорезывается северными отрогами Общего Сырта.

## История

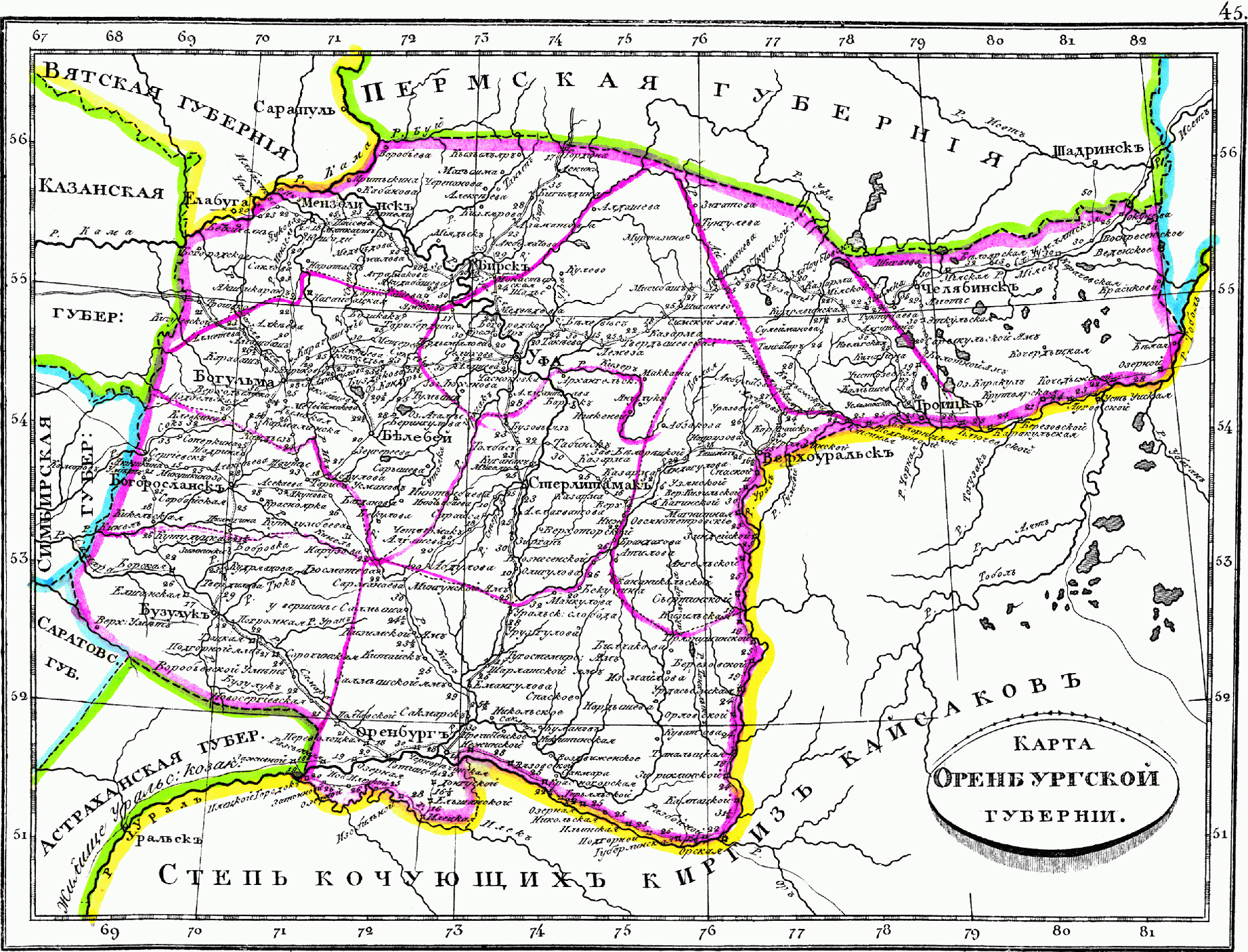
Оренбургская губерния 1835 года

Уезд образован в 1781 году в составе Уфимской области Уфимского наместничества. После реформирования наместничества в Оренбургскую губернию Стерлитамакский уезд с 1796 по 1865 годы входил в состав Оренбургской губернии. В 1865 году Стерлитамакский уезд вошёл в состав вновь образованной Уфимской губернии.
В 1919 году после заключения Соглашения об образовании Башкирской автономии из волостей уезда был образован Юрматынский кантон и большая часть Табынского кантона.
12 августа 1920 года  Стерлитамак был передан в Башкирскую республику. 24 августа 1920 года на совместном совещании представителей ВЦИК, Наркомнаца, БашЦик и Стерлитамакского уездисполкома принято решение о присоединении уезда к Баш.республике. И просить об окончательном утверждении. 18 ноября 1920 года ВЦИК РСФСР утверждает передачу Стерлитамакского уезда в Башкирскую республику. Уезд стал Стерлитамакский кантоном. Но волости Архангельская; Ирныкшинская; Ново-Андреевская; остались в Уфимской губернии Уфимского уезда. Покровская; Федоровская остались в Уфимской губернии Белебеевского уезда.

## Население
По результатам переписи населения 1897 года в Стерлитамакском уезде проживало 327 382 человека, в том числе в городе Стерлитамак — 15 550 человек. Русские — 132 489 человек , башкиры — 115 796 человек, тептяри — 3 800, чуваши — 23 882, татары — 20 193, мордва — 15 963, остальные народности (мещеряки — 12 295, черемисы — 117). Населённых мест в Стерлитамакском уезде около 500 и только в 30 из них более 1 тысячи жителей.

## Сельское хозяйство
Из 1 923 420 десятин всей земли уезда пашни и кормовые пространства составляют 986 110 десятин, леса — 863 787 десятин, неудобных площадей — 73 523 десятин. Хвойные леса занимают до 400 тысяч десятин. В уезде было много хороших дубовых лесов. В 1899 году в Стерлитамакском уезде было обложено 1 845 982 десятин земли. Из них крестьянам принадлежало в наделе 527 072 десятин, крестьянским общинам и товариществам на правах собственности — 702 758 десятин, частным владельцам — 514 189 десятин, казне — 653 84 десятин, уделу — 36 579 десятин.
В 1897 году в уезде было засеяно 183 038 десятин, в том числе рожью — 76 796 десятин, овсом — 36 288 десятин, яровой пшеницей — 17 685 десятин. Снято было 342 256 четвертей ржи, яровой пшеницы — 59 985 четвертей, овса — 140 772 четверти, остальных яровых хлебов — 101 764 четверти, картофеля — 84 290 четвертей. Сена собрано 67 197 стогов. Под табаком у одного землевладельца занято было 20 десятин, с которых получено махорки 400 пудов. Благодаря земству в уезде стали распространяться улучшенные орудия (плуги), лучшие семена и т. д. В уезде (без города) было лошадей 98 770 голов, рогатого скота — 93 094 головы, овец — 174 133 головы, коз — 34 950 голов, свиней — 25 510 голов. В уезде располагалось 6 случных пунктов с 14 жеребцами. Между инородцами развита охота за зверями и птицами. Домашней птицы более 220 995 штук. Пчеловодство значительное, ульев более 85 тысяч.

## Промышленность
Кустарные промыслы: горшечный, плетение лаптей, рогож и кулей, кузнечное дело (122 кузницы), изготовление саней, телег, плетёнок, корзин, дубление овчин. Фабрик и заводов в Стерлитамакском уезде 6, с производством на 514 180 рублей: медеплавильный (215 565 рублей), чугунолитейный и железоделательный (135 059 рублей), стекольный — 115 160 рублей, винокуренный и 2 ректификационных.

## Религия
В Стерлитамакском уезде было 45 православных церквей и 230 мечетей.

## Связь
В уезде располагалось 1 почтово-телеграфное отделение и 5 почтовых отделений.

## Образование и здравоохранение
Школ в Стерлитамакском уезде 23 земских (в них в 1897—1898 годах училось 1 315 мальчиков и 367 девочек), 1 миссионерская, 14 школ грамоты и 14 церковно-приходских. Библиотека, читальня, народные чтения устраивались в 1 школе. Земских врачей 7. Больница в городе Стерлитамаке на 30 кроватей, при ней амбулатория и приют для хронических больных. Амбулаторий в уезде 8.

## Бюджет уезда
Всех расходов земства по смете 1899 года исчислено 177 531 рублей, в том числе на содержание земского управления 13 225, на народное образование 21 419 (5 000 рублей на открытие новых школ), на медицинскую часть 35 746 рублей. Доходов 177 561 рублей, из них более 137 тысяч рублей сбора с недвижимых имуществ.

## Административное деление
В 1913 году в состав уезда входило 33 волостей:
- Азнаевская волость — д. Байгузино
- Аллагуватовская волость — д. Аллагуватово
- Араслановская волость — д. Арасланово
- Архангельская волость — с. Архангельское
- Бала-Четырмановская волость — д. Бала-Четырман
- Бегеняш-Абукановская волость — д. Семеновка
- Бишкаиновская волость — с. Большой Нагадок
- Богоявленская волость — с. Богоявленское
- Бушман-Кипчакская волость — д. Антрякова
- Верхоторская волость — с. Верхотор
- Воскресенская волость — с. Воскресенское
- Гирей-Кипчакская волость — д. Старо-Сеитова
- Дедовская волость
- Дуван-Табынская волость — д. Куллярово
- Зиргановская волость — с. Зирган
- Ишпарсовская волость — с. Макарово
- Ильчик-Темировская волость — с. Ахмерово
- Кальчир-Табынская волость — д. Зилим-Караново
- Калкашевская волость
- Карагушевская волость — д. Табулды
- Кармышевская волость — д. Янгиз-Каинова
- Кси-Табынская волость — д. Бурлы
- Куганаковская волость — с. Покровское
- Макаровская волость — д. Макарово
- Мелеузовская волость — с. Мелеуз
- Миркитлинская волость — д. Крамолы-Новые
- Петровская волость — с. Петровское
- Покровская волость
- Розановская волость
- Татьяновская волость
- Урашаклинская волость — д. Курманаево
- Федоровская волость
- Шмитовская волость — с. Андреевское